# Thomas Thuruthimattam
Thomas Thuruthimattam CST (ur. 22 kwietnia 1947 w Aryvikuzhy) – indyjski duchowny syromalabarski, od 2006 do 2023 biskup Gorakhpur.

## Życiorys
Święcenia kapłańskie przyjął 21 grudnia 1973 w Zgromadzeniu Świętej Teresy od Dzieciątka Jezus. Był m.in. rektorem niższego seminarium w Gorakhpur, ekonomem i wikariuszem prowincjalnym, a także prokuratorem generalnym zgromadzenia. W 2003 został wybrany generałem zakonu.
15 lipca 2006 został mianowany eparchą Gorakhpur. Chirotonii biskupiej udzielił mu ówczesny zwierzchnik Kościoła Syromalabarskiego, kard. Varkey Vithayathil.